# Chantarela
Chantarela (en francès Chanterelle) és un municipi francès situat al departament de Cantal i a la regió d'Alvèrnia-Roine-Alps. L'any 2007 tenia 138 habitants.

## Demografia

### Població
El 2007 la població de fet de Chanterelle era de 138 persones. Hi havia 64 famílies de les quals 28 eren unipersonals (8 homes vivint sols i 20 dones vivint soles), 20 parelles sense fills, 12 parelles amb fills i 4 famílies monoparentals amb fills.
La població ha evolucionat segons el següent gràfic:
Habitants censats

### Habitatges
El 2007 hi havia 155 habitatges, 65 eren l'habitatge principal de la família, 67 eren segones residències i 23 estaven desocupats. 148 eren cases i 7 eren apartaments. Dels 65 habitatges principals, 59 estaven ocupats pels seus propietaris i 6 estaven llogats i ocupats pels llogaters; 3 tenien dues cambres, 19 en tenien tres, 18 en tenien quatre i 25 en tenien cinc o més. 49 habitatges disposaven pel capbaix d'una plaça de pàrquing. A 34 habitatges hi havia un automòbil i a 19 n'hi havia dos o més.

### Piràmide de població
La piràmide de població per edats i sexe el 2009 era:
| Homes | Edats   | Dones |
| ----- | ------- | ----- |
| 0     | 95 o +  | 0     |
| 0     | 90 a 94 | 1     |
| 0     | 85 a 89 | 3     |
| 4     | 80 a 84 | 3     |
| 3     | 75 a 79 | 8     |
| 3     | 70 a 74 | 4     |
| 5     | 65 a 69 | 5     |
| 4     | 60 a 64 | 2     |
| 6     | 55 a 59 | 3     |
| 5     | 50 a 54 | 7     |
| 10    | 45 a 49 | 4     |
| 2     | 40 a 44 | 4     |
| 7     | 35 a 39 | 6     |
| 12    | 30 a 34 | 4     |
| 5     | 25 a 29 | 1     |
| 1     | 20 a 24 | 4     |
| 5     | 15 a 19 | 0     |
| 6     | 10 a 14 | 3     |
| 4     | 5 a 9   | 3     |
| 2     | 0 a 4   | 2     |

## Economia
El 2007 la població en edat de treballar era de 95 persones, 71 eren actives i 24 eren inactives. De les 71 persones actives 66 estaven ocupades (40 homes i 26 dones) i 5 estaven aturades (3 homes i 2 dones). De les 24 persones inactives 14 estaven jubilades, 4 estaven estudiant i 6 estaven classificades com a «altres inactius».

### Ingressos
El 2009 a Chanterelle hi havia 62 unitats fiscals que integraven 129 persones, la mediana anual d'ingressos fiscals per persona era de 13.855 €.

### Activitats econòmiques
Dels 6 establiments que hi havia el 2007, 1 era d'una empresa alimentària, 1 d'una empresa de comerç i reparació d'automòbils, 1 d'una empresa d'hostatgeria i restauració, 1 d'una empresa immobiliària, 1 d'una empresa de serveis i 1 d'una entitat de l'administració pública.
L'any 2000 a Chanterelle hi havia 27 explotacions agrícoles que ocupaven un total de 1.340 hectàrees.

## Poblacions més properes
El següent diagrama mostra les poblacions més properes.